# 클래스 (2008년 영화)
《클래스》(프랑스어: Entre les murs)는 2008년 개봉한 프랑스의 드라마 영화이다. 로랑 캉테가 감독과 공동각본을 맡았다. 프랑수아 베고도의 동명 소설이 영화의 원작이며, 원작 작가인 프랑수아 베고도가 주연 역시 맡았다. 2008 칸 영화제 황금종려상, 2009 뤼미에르상 작품상 수상작이다.

## 줄거리
이 영화는 프랑스 최초 이민자들이 많이 거주하는 파리의 노동 계층 지역에 있는 중등학교를 배경으로 한다. 젊은 교사인 프랑수아 마랭과 그가 매일 한 시간씩 프랑스어를 가르치는 14-15세의 25명 학생들의 한 해를 따라간다. 혼자서 고독한 그는 훈육을 유지하는 것과 협력을 얻어내는 것 사이의 좁은 선을 걸어간다.
처음부터 학생들은 복장, 태도, 지식, 적용 수준에 있어 큰 차이를 보인다. 불완료 시제와 대과거 시제 사용에 대한 논쟁이 벌어지는데, 프랑수아는 그것이 약간의 허세일 수 있다고 인정하고 한 학생은 프랑수아가 동성애자인지 묻는다. 학생들이 안네의 일기를 소리 내어 읽어야 할 때, 쿰바라는 소녀는 그것이 자신의 삶과 관련이 없다고 생각하여 거부한다. 개인적으로 프랑수아는 그녀에게 사과를 강요한다.
프랑수아가 학생들에게 자화상을 써보라고 요청했을 때 성공을 거둔다. 자기주장이 강한 에스메랄다라는 소녀는 자신이 여경이 되거나, 그렇지 못하면 래퍼가 되고 싶다고 밝힌다. 글쓰기에 약한 문제아 술레이만은 흥미로운 사진 연작으로 자신의 이야기를 제출한다(학부모의 밤에 그의 어머니는 프랑스어를 전혀 할 수 없다). 그러나 또 다른 문제아인 윌과 축구팀에 대한 말다툼 후, 술레이만은 프랑수아를 모욕하고 교장실로 보내진다.
최종 배치를 결정하기 위한 교사 회의에서 프랑수아는 술레이만을 변호하지만, 회의에 참석한 두 학생 대표인 에스메랄다와 루이즈가 매우 유치하게 행동하여 그의 노력은 무산된다. 다음 수업에서 교사 회의의 기밀성에도 불구하고, 두 소녀는 프랑수아가 술레이만을 싫어했다고 다른 학생들에게 말한다. 격분한 프랑수아는 두 사람을 꾸짖으며 "쓰레기"(프랑스어: pétasses)처럼 행동했다고 말한다. 소란이 이어지고, 술레이만은 실수로 배낭으로 쿰바를 때린 후 뛰쳐나가 정학을 당한다. 나중에 쿰바는 프랑수아를 따로 불러내 술레이만이 퇴학당하면 그의 아버지가 벌로 그를 고향인 말리로 보낼 수도 있다고 말한다. 술레이만은 어머니의 지지를 받으며(그는 어머니를 위해 통역해야 했다) 징계 청문회를 거쳐 결국 퇴학당한다.
학년의 마지막 수업에서 프랑수아는 각 학생에게 그 해 동안 무엇을 배웠는지 묻는다. 칼은 화학 수업의 과학 실험에 영감을 받았고, 쿰바는 음악에 흥미를 느끼고 스페인어를 배우는 것을 즐겼으며, 에스메랄다는 학교에서 아무것도 배우지 못했다고 말하지만 여가 시간에 플라톤의 국가를 읽었다고 고백한다. 모두 방을 떠난 후, 조용한 앙리에트라는 소녀가 돌아와 아무것도 배우지 못했다고 절망적으로 주장한다. 밖에서는 학생들과 교사들 사이에 즉흥적인 축구 경기가 시작된다.

## 출연

### 주연
- 프랑수아 베고도
- 프랭크 케이타
- 에스메랄다 우에르타니
- 라셸 레굴리에

### 조연
- 장-미셸 시모네
- 질 고멜렌
- 발레리에 벵귀귀

## 기타
- 의상: 엘리자베스 조이넷